# Toronto After Dark Film Festival
Кінофестиваль «Toronto After Dark» (англ. Toronto After Dark Film Festival) — щорічний міжнародний фестиваль фільмів у жанрі горрор, наукової фантастики, екшн, саспенс та культового кіно у Торонто.

## Історія
Кінофестиваль створено у жовтні 2006 року.

## Нагороди
- «After Dark Spirit»
- Премія глядацьких симпатій
- Премія «Gold»
- Премія журі
- Спеціальна премія
- Премія «Vision»